# Giuseppe d’Alessio
Giuseppe d’Alessio (* 21. Februar 1859 in Neapel; † 17. August 1945) war ein italienischer römisch-katholischer Geistlicher und Weihbischof in Neapel.

## Leben
Giuseppe d’Alessio empfing am 23. Dezember 1882 das Sakrament der Priesterweihe.
Am 25. Dezember 1916 ernannte ihn Papst Benedikt XV. zum Titularbischof von Sidon und zum Weihbischof in Neapel. Der Kardinalbischof von Albano, Gennaro Granito Pignatelli di Belmonte, spendete ihm am 25. Januar 1917 die Bischofsweihe; Mitkonsekratoren waren der Präsident der Päpstlichen Diplomatenakademie, Kurienerzbischof Giovanni Maria Zonghi, und der Bischof von Beja, Sebastião Leite de Vasconcellos.